# Aire urbaine de Bastia
L'aire urbaine de Bastia est une aire urbaine française centrée sur l'unité urbaine de Bastia. Composée de 54 communes, elle comptait 93 465 habitants en 2012.

## Caractéristiques
D'après la définition qu'en donne l'INSEE, l'aire urbaine de Bastia est composée de 50 communes, situées dans la Haute-Corse. Ses 92 486 habitants font d'elle la 97e aire urbaine de France.
6 communes de l'aire urbaine sont des pôles urbains.
Le tableau suivant détaille la répartition de l'aire urbaine sur le département (les pourcentages s'entendent en proportion du département) :
| Département | Communes | Communes (%) | Superficie (km²) | Superficie (%) | Population (2011) | Population (%) |
| ----------- | -------- | ------------ | ---------------- | -------------- | ----------------- | -------------- |
| Haute-Corse | 50       | 21,2         | 728,29           | 15,6           | 92 486            | 54,8           |